# Kościół Narodzenia Najświętszej Maryi Panny w Niekłończycy
Kościół Narodzenia Najświętszej Maryi Panny w Niekłończycy – kościół parafialny należący do parafii Narodzenia Najświętszej Maryi Panny w Niekłończycy (Gmina Police). Obecnym proboszczem jest ks. dr Jarosław Grybko.

## Historia
Barokowy kościół w Niekłończycy o konstrukcji ryglowej został wybudowany w 1778 roku, ówczesnym fundatorem był król Prus Fryderyk II Wielki. Budynek kościoła wzniesiono na planie prostokąta o ściętych narożach, z drewnianą sygnaturką w kształcie kwadratu, z hełmem zakończonym kulą z krzyżem. Znajduje się bezpośrednio przy drodze (DW114). Wnętrze jednoprzestrzenne, z drewnianą emporą wspartą na 10 słupach.
Wyposażenie:

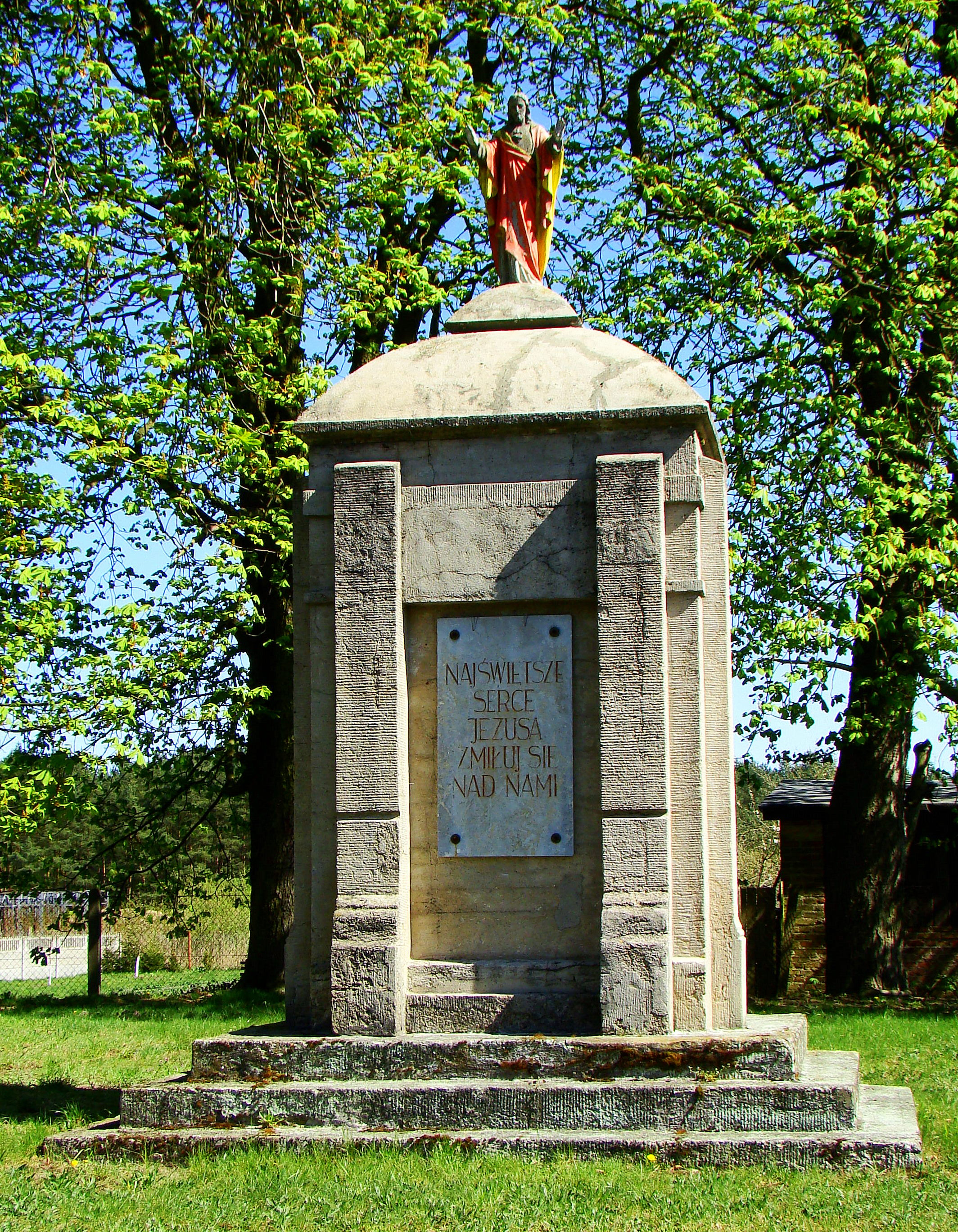
Przykościelna figurka Jezusa Chrystusa

- ołtarz kompilowany o cechach klasycystycznych
- neogotycka chrzcielnica
- żyrandole z XIX w.

Częściowo zdewastowany podczas II wojny światowej. Po likwidacji tzw. Enklawy Polickiej przeszedł pod jurysdykcję polską, w 1947 r. przejęty przez kościół rzymskokatolicki. W poł. lat 90. XX wieku świątynia została gruntownie odremontowana. Kościół znajduje się w rejestrze zabytków (nr. rej. A/476 z 22 grudnia 1965).
Na wydzielonej działce przykościelnej otoczonej płotem z metalowej siatki wśród kasztanowców znajduje się rzeźba z piaskowca przedstawiająca Jezusa Chrystusa.
Z dniem 28 czerwca 2015 r. w Niekłończycy została erygowana parafia obejmująca tereny wydzielone z parafii pw. Podwyższenia Krzyża Świętego w Trzebieży (miejscowości: Niekłończyca, Dębostrów, Uniemyśl, Drogoradz, Karpin).